# Gonzalo Alonso Calzada Guerrero

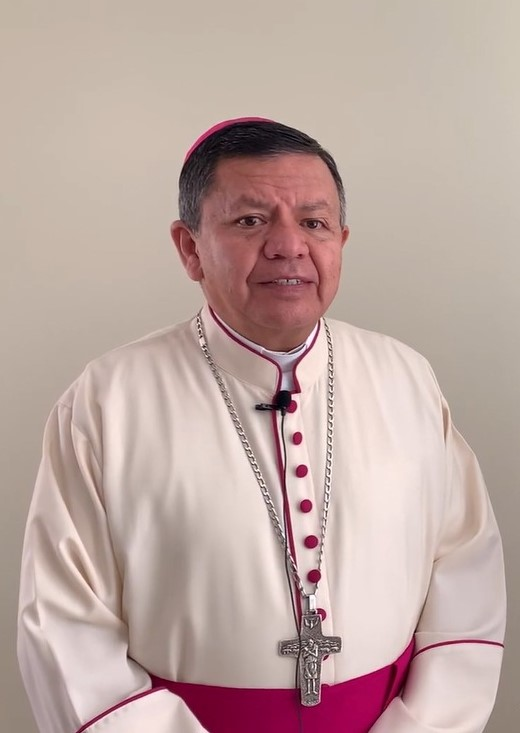
Gonzalo Alonso Calzada Guerrero, 2021

Gonzalo Alonso Calzada Guerrero (* 7. Juli 1964 in San Luis de la Paz, Bundesstaat Guanajuato, Mexiko) ist ein mexikanischer Geistlicher und römisch-katholischer Bischof von Tehuacán.

## Leben
Gonzalo Alonso Calzada Guerrero empfing am 18. Mai 1989 das Sakrament der Priesterweihe.
Am 20. November 2012 ernannte ihn Papst Benedikt XVI. zum Titularbischof von Cissa und zum Weihbischof in Antequera. Der Erzbischof von Antequera, José Luis Chávez Botello, spendete ihm am 5. Februar 2013 die Bischofsweihe; Mitkonsekratoren waren der Apostolische Nuntius in Mexiko, Erzbischof Christophe Pierre, und der Bischof von Celaya, Benjamín Castillo Plascencia.
Papst Franziskus ernannte ihn am 20. Oktober 2018 zum Bischof von Tehuacán. Die Amtseinführung fand am 4. Dezember desselben Jahres statt.